# 手島和希
手島和希（1979年6月7日—），前日本職業足球員，日本20歲以下足球代表隊成員。

## 俱乐部生涯
1998年，手島和希在橫濱飛翼开始足球生涯。1999年转会至京都不死鳥，2006年转会至大阪飛腳。2009年，引退。

## 日本國家足球隊
手島和希参加了1999年世界青年錦標賽。

## 外部連結
- （日語）J.League Data Site （页面存档备份，存于）